# Station University (Birmingham)
University (Birmingham) is een spoorwegstation van National Rail in Edgbaston, Birmingham in Engeland. Het station is eigendom van Network Rail en wordt beheerd door West Midland Trains.